# Чумак Микола Миколайович
Микола Миколайович Чумак (нар. 11 вересня 1983, Рівне, Рівненська область) — український військовослужбовець, полковник 110 ОМБр Збройних сил України, учасник російсько-української війни. Герой України (2022).

## Життєпис
Микола Чумак народився 11 вересня 1983 року в місті Рівному.
Навчався на командно-штабному факультеті Національного університету оборони України імені Івана Черняховського, Служив в 53-й окремій механізованій бригаді, потім по розподілу прийняв мотопіхотний батальйон 72-ї окремої механізованої бригади (колишній 12 ОМПБ). В 2010 році призначений командиром роти охорони.
З 2014 року на фронті. Служив начальником штабу окремого батальйону охорони, відповідав за охорону штабу сектору «А». В 2015-му — старший офіцер оперативного відділу. Згодом комбат мотопіхотного батальйону 72 омбр. Учасник боїв за Станицю Луганську, Авдіївку — Верхньоторецьке, Світлодарську дугу.
Прийнявши керівництво 110-ю окремою механізованою бригадою 12 квітня 2022 року, полковник Микола Чумак одразу організував її доукомплектування. В умовах бойових дій йому фактично з нуля створено боєздатне військове з'єднання, яке зупинило просування російських окупантів на визначених рубежах. З березня 2022 року підрозділи бригади утримують 42-кілометрову смугу оборони на території Донеччини. Вміле тактичне комбінування та застосування резервів дало змогу, окрім стримування росіян, проводити контрнаступальні заходи.

## Нагороди
- звання Герой України з врученням ордена «Золота Зірка» (5 грудня 2022) — за особисту мужність і героїзм, виявлені у захисті державного суверенітету та територіальної цілісності України, вірність військовій присязі[4];
- орден Богдана Хмельницького II ступеня (6 липня 2022) — за особисту мужність і самовіддані дії, виявлені у захисті державного суверенітету та територіальної цілісності України, вірність військовій присязі[5];
- орден Богдана Хмельницького III ступеня (17 травня 2019) — за значні особисті заслуги у захисті державного суверенітету та територіальної цілісності України, громадянську мужність, самовідданість у відстоюванні конституційних засад демократії, прав і свобод людини, вагомий внесок у культурно-освітній розвиток держави, активну волонтерську діяльність[6];
- медаль «За військову службу Україні» (14 жовтня 2022) — за особисту мужність і самовіддані дії, виявлені у захисті державного суверенітету та територіальної цілісності України, вірність військовій присязі[7].